# Cena Vala Barkera
Cena Vala Barkera (Val Barker Trophy) je putovní cena, kterou od roku 1936 uděluje Mezinárodní asociace amatérského boxu (AIBA) pro nejtechničtějšího boxera každé olympiády bez ohledu na váhovou kategorii a celkové umístění. Je pojmenována podle Vala Barkera, britského boxera a prvního generálního tajemníka AIBA.
- 1936  Louis Laurie (muší váha, 3. místo)
- 1948  George Hunter (polotěžká váha, 1. místo)
- 1952  Norvel Lee (polotěžká váha, 1. místo)
- 1956  Richard McTaggart (lehká váha, 1. místo)
- 1960  Giovanni Benvenuti (welterová váha, 1. místo)
- 1964  Valerij Popenčenko (střední váha, 1. místo)
- 1968  Philip Waruinge (pérová váha, 3. místo)
- 1972  Teófilo Stevenson (těžká váha, 1. místo)
- 1976  Howard Davis, Jr. (lehká váha, 1. místo)
- 1980  Patrizio Oliva (welterová váha, 1. místo)
- 1984  Paul Gonzales (papírová váha, 1. místo)
- 1988  Roy Jones, Jr. (lehká střední váha, 2. místo)
- 1992  Roberto Balado (supertěžká váha, 1. místo)
- 1996  Vasilij Žirov (polotěžká váha, 1. místo)
- 2000  Oleg Saitov (welterová váha, 1. místo)
- 2004  Bachtijar Artajev (welterová váha, 1. místo)
- 2008  Vasyl Lomačenko (pérová váha, 1. místo)
- 2012  Serik Sapijev (welterová váha, 1. místo)
- 2016  Hasanboj Duzmatov (muší váha, 1. místo) a  Claressa Shields (střední váha ženy, 1. místo)